# Calceolaria viscosissima
Calceolaria viscosissima là một loài thực vật có hoa trong họ Calceolariaceae. Loài này được (Hook.) Lindl. mô tả khoa học đầu tiên năm 1833.